# Teoría de los sistemas de desarrollo
La teoría de los sistemas de desarrollo, más conocida por su forma abreviada DST (de sus siglas en inglés Developmental Systems Theory) es un conjunto de teorías en torno al desarrollo y la evolución orgánicas contrarias al reduccionismo genético. La DST tiene su origen en la psicología del desarrollo y del comportamiento, siendo aplicada a la biología por filósofos de la biología y biólogos moleculares.
El texto clásico de la DST es el libro de Susan Oyama The Ontogeny of Information (1985). En él, Oyama rechaza las visiones dicotómicas del desarrollo que dividen las causas ontogenéticas en genéticas y genéricas (fundamentalmente ambientales). Para Oyama, la información genética no reside ni en los genes ni en el ambiente, sino que emerge de la interacción entre recursos ontogenéticos diversos a todos los niveles (molecular, celular, orgánico, ecológico, social y biogeográfico). Frente a la concepción de la evolución como la transmisión de información genética entre generaciones, la DST subraya la construcción ontogenética de la información en cada generación a partir de recursos tanto genéticos como genéricos.

## Tesis principales
A pesar de la diversidad de las posiciones teóricas de los integrantes de la DST, puede distinguirse una serie de tesis generales compartidas por todos ellos:
1. Contextualismo: frente al concepto de programa genético, la DST subraya la importancia del contexto en el que se produce la expresión genética.
2. Antipreformacionismo: la DST sostiene que las ideas de instinto, innatismo, programa genético e información genética conforman una especie de neopreformacionismo en el que, para evitar enfrentarse a la complejidad del desarrollo, se supone que la forma biológica es transmitida intacta de generación en generación.[3]
3. Contingencia y contextualización de los ciclos vitales: los sistemas de desarrollo se definen como sistemas de recursos físicos que interactúan para producir el ciclo vital de un linaje, que a su vez se redefine como una secuencia causalmente conectada de ciclos vitales similares.
4. Las causas ontogenéticas interactúan de un modo complejo y a menudo no aditivo
5. Democracia causal: los genes no son más que una de las múltiples causas que determinan el desarrollo. La ontogenia se inicia y mantiene por múltiples entidades e influencias. Entre los factores orgánicos, la matriz extracelular, las secuencias de ADN, el ARN mensajero, hormonas, metabolitos y enzimas. Entre los factores no orgánicos: hábitat, comportamiento, temperatura, nutrición, estructura social, gravedad, luz solar, etc.
6. Concepción ampliada de la herencia: un amplio y heterogéneo conjunto de recursos ontogenéticos (herencia epigenética) y medios (construcción de nicho) se heredan. La herencia se redefine, por tanto, como la reproducción de recursos de desarrollo a través de los linajes.
7. La evolución se define como un cambio en la composición y distribución de los sistemas de desarrollo. Así, "la selección natural se convierte en la reproducción diferencial de variantes de sistemas de desarrollo debida a las mejoras relativas en su funcionamiento, un proceso que conduce a un cambio en el tiempo en la composición de poblaciones de sistemas de desarrollo".[3]

## Reacciones a la DST
Para ciertos autores, las críticas de la DST no suponen una gran amenaza para la visión heredada. Kim Sterelny, por ejemplo, ha argumentado que las críticas no exigen reemplazar el replicador por el sistema de desarrollo como la unidad evolutiva, sino que la herencia epigenética puede incorporarse en el marco teórico clásico considerando a ciertos productos no genéticos como replicadores.